# Leonie Maria Walter
Pour les articles homonymes, voir Walter.
Leonie Maria Walter, née le 17 janvier 2004 à Fribourg-en-Brisgau, est une fondeuse et biathlète handisport allemande concourant chez les malvoyantes. Elle remporte une médaille de bronze aux Jeux de 2022.

## Carrière
Leonie Maria Walter est née avec une hypoplasie maculaire et une cataracte.
Aux Jeux paralympiques d'hiver de 2022, elle remporte le bronze sur le sprint malvoyantes derrière Oksana Shyshkova et Linn Kazmaier.

## Palmarès

### Jeux paralympiques

#### Biathlon
| Épreuve / Édition | 6 km malvoyantes | 10 km malvoyantes | 12,5 km malvoyantes |
| ----------------- | ---------------- | ----------------- | ------------------- |
| JP 2022 Pékin     | Bronze           | Or                | Bronze              |

#### Ski de fond
| Épreuve / Édition | 1,5 km malvoyantes | 7,5 km malvoyantes | 15 km malvoyantes |
| ----------------- | ------------------ | ------------------ | ----------------- |
| JP 2022 Pékin     |                    |                    | Bronze            |